# Трнавка (Требишов)
Трнавка (слч. Trnávka) насељено је мјесто са административним статусом сеоске општине (слч. obec) у округу Требишов, у Кошичком крају, Словачка Република.

## Становништво
| Година:    | 1994. | 2004.   | 2014.   | 2024.   |
| ---------- | ----- | ------- | ------- | ------- |
| Број људи: | 161   | 164     | 180     | 175     |
| Разлика:   |       | +1,86 % | +9,75 % | -2,77 % |

| Година:    | 2023. | 2024.   |
| ---------- | ----- | ------- |
| Број људи: | 169   | 175     |
| Разлика:   |       | +3,55 % |

Према подацима о броју становника из 2011. године насеље је имало 169 становника.